# Délit de favoritisme en France
 (décembre 2016).
Si vous disposez d'ouvrages ou d'articles de référence ou si vous connaissez des sites web de qualité traitant du thème abordé ici, merci de compléter l'article en donnant les références utiles à sa vérifiabilité et en les liant à la section « Notes et références ».
Le « délit de favoritisme » est créé en France par une loi de 1991, dans une perspective de moralisation de la vie publique. Cette dénomination courante désigne le délit d’octroi d’un avantage injustifié dans les marchés publics et les délégations de services publics (DSP). Ce délit a été précisé par plusieurs lois dans les années 1990 et 2010. Il vise à réprimer les atteintes à la liberté d’accès des candidats dans les marchés publics en permettant de sanctionner les entorses aux règles de publicité et de mise en concurrence. Il est repris au code pénal à l’article 432-14.

## Historique
Ce délit d’atteinte à la liberté d’accès et à l’égalité des candidats dans les marchés publics et les délégations de services publics, a été créé par la loi du 3 janvier 1991 relative à la transparence et à la régularité des procédures de marché. La loi de 1991 a été complétée par la loi du 29 janvier 1993 relative à la prévention de la corruption et à la transparence de la vie économique et des procédures publiques et celle du 8 février 1995 relative aux marchés publics et aux délégations de service public.
Les règles françaises de la commande publique sont prévues par deux ordonnances. D'une part, les marchés publics sont encadrées par l'ordonnance n°2015-899 du 23 juillet 2015. D'autre part, les concessions sont encadrées par l'ordonnance 2016-65 du 26 janvier 2016. Les règles prévues par ces deux textes visent à garantir les grands principes de la commande publique que sont la liberté et la l'égalité d'accès à la commande publique auxquelles s'ajoute le principe de transparence des procédures d'attribution de ces contrats.
Ces règles visent à organiser des procédures de mise en concurrence et de publicité qui permettent aux entreprises d'être informées à l'avance de l'intention des administrations publiques de s'approvisionner sur les marchés concurrentiels; et qui permettent de concourir à égalité en présentant une offre dont l'appréciation doit porter sur des éléments non discriminatoires au regard de critères d'attribution préalablement définis.
La loi Sapin II relative à la transparence, à la lutte contre la corruption et à la modernisation de la vie économique, adoptée par le Parlement le 8 novembre 2016 clarifie le champ de cette incrimination en l'étendant à tous les marchés publics et à tous les contrats de concession (qui comprennent les délégations de service public mais également les concessions de travaux).

## Définition et sanction
Le délit de favoritisme est, en France, défini par l'article 432-14 du code pénal comme « le fait par une personne dépositaire de l'autorité publique ou chargée d'une mission de service public ou investie d'un mandat électif public ou exerçant les fonctions de représentant, administrateur ou agent de l'Etat, des collectivités territoriales, des établissements publics, des sociétés d'économie mixte d'intérêt national chargées d'une mission de service public et des sociétés d'économie mixte locales ou par toute personne agissant pour le compte de l'une de celles susmentionnées de procurer ou de tenter de procurer à autrui un avantage injustifié par un acte contraire aux dispositions législatives ou réglementaires ayant pour objet de garantir la liberté d'accès et l'égalité des candidats dans les marchés publics et les délégations de service public ».
Il réprime d'une peine maximale de 2 ans d'emprisonnement et de 200 000 euros d'amende, la violation par tout élu ou tout agent public du droit constitutionnel dont est titulaire toute entreprise de postuler à un contrat de la commande publique sans subir de discrimination. Le Conseil constitutionnel garantit ce droit depuis 2003, qu'il déduit du principe d'égalité prévu à l'article 6 de la Déclaration des droits de l'homme et du citoyen (Décision n°2003-473 DC, 26 juin 2003, Loi habilitant le gouvernement à simplifier le droit). Un contrat de la commande publique est un contrat qui permet à une administration publique d'acheter auprès des entreprises des services, des fournitures ou des travaux (marchés publics) ou de confier à une entreprise privée la mission de réaliser un ouvrage ou de gérer un service public (concession).

## Vocation du délit de favoritisme
Le délit de favoritisme sanctionne le comportement d'un agent public ou d'un élu public qui consiste à ne pas avoir organisé les conditions d'une mise en concurrence réelle entre les entreprises potentiellement candidates pour être fournisseurs de son administration publique. Contrairement à la sémantique du mot favoritisme, le sens de ce délit n'est pas seulement d'empêcher des connivences, du clientélisme, au profit d'entreprises amies qui bénéficieraient de relations privilégiées pour contracter avec des personnes morales gérant des services publics. Il permet surtout de réprimer les atteintes au jeu concurrentiel qui doit exister réellement sur ces marchés économiques publics. Ceux-ci représentent environ 20 % du produit intérieur brut français, ce qui constitue un enjeu majeur pour les entreprises en termes de débouchés. L'incrimination apparaît ainsi comme un rempart prévu pour éviter les distorsions de concurrence qui porteraient préjudice non seulement aux finances publiques par une augmentation artificielle des prix, mais également au développement économique des entreprises dont une partie des marchés leur serait fermée. Cette infraction permet également aux achats publics de répondre à l'exigence d'impartialité qu'exige toute action administrative.
Classiquement, les victimes du délit de favoritisme sont triples :
- les entreprises qui avaient des chances sérieuses d'emporter le contrat en raison de la qualité de leurs offres.

Le préjudice pour une entreprise victime correspond à la marge brute qu'elle pouvait espérer si le contrat lui avait été attribué
- la personne morale publique acheteuse, victime de ses propres élus et agents, qui n'a pas bénéficié de l'offre de la meilleure qualité et/ou de l'offre la moins chère.

Le préjudice pour une personne publique acheteuse correspond au surcoût supporté par rapport au prix réel des prestations commandées ou par rapport aux autres offres, et parfois à leur sous-qualité.
- l'ordre public économique, l'impact macroéconomique des distorsions de concurrence se traduisant par des phénomènes de rentes économiques qui freinent l'investissement et crée du chômage.

Par conséquent, le délit de favoritisme n'est pas une infraction obstacle, même s'il participe à la prévention de faits de corruption ou de détournement de fonds au sein des services publics.

## Éléments constitutifs de l'infraction
La chambre criminelle donne un large champ d'application à cette incrimination.
Cette infraction est composée de trois éléments matériels et d'un élément moral.
Le premier élément matériel de l'infraction est la qualité professionnelle de son auteur. Il doit être un agent responsable d'un service public ou un élu public, ayant pris part à une décision d'attribution d'un contrat de la commande publique. Il peut être également un mandataire privé, par exemple, un cabinet d'assistance à maîtrise d'ouvrage.
Le deuxième élément est la violation d'une règle du droit de la commande publique caractéristique d'une atteinte à l'un des trois grands principes de la commande publique.
Le troisième élément est l'altération potentielle ou réelle du jeu concurrentiel. Ainsi, une violation d'une règle de la commande publique qui n'aurait aucun effet sur l'issue de la compétition entre les entreprises postulantes ne pourra pas caractériser l'infraction. La jurisprudence considère que l'avantage injustifié énoncé par le code pénal se réduit à l'attribution d'un contrat de la commande publique en violation d'un principe de la commande publique (Crim, 17 décembre 2008, n°82.319; Dr. pénal 2009, n°36).
L'élément moral de l'infraction est la conscience d'avoir violé un principe de la commande publique. Cet élément psychologique de l'incrimination est présumé en ce qui concerne les professionnels de la sphère publique auxquels le droit de la commande publique s'attache particulièrement. Ainsi, un maire ne peut pas se réfugier derrière son ignorance des règles des marchés publics pour échapper aux poursuites (Crim, 15 septembre 1999, n°98-87.588). Cela en fait une infraction quasiment objective, qui s'explique par le principe par lequel nul n'est censé ignorer la loi, surtout ceux dont le métier est de la faire respecter.
Cet élément moral est indifférent à la circonstance que l'entreprise attributaire du contrat avait été choisie frauduleusement à l'avance. Peu importe que l'entreprise bénéficiaire de l'infraction ait été spécialement désignée de manière arbitraire ou que celle-ci ait été déclarée attributaire par simple mépris des règles de la commande publique (Crim, 14 janvier 2004, n°03-83.396: bull. crim n°11, JCP A 2004 n°1315). Ce qui importe pour le juge, c'est que l'égalité des entreprises candidates ait été altérée, peu importe les intentions des agents publics ou des élus.

## Techniques de favoritisme
Les manières d'altérer le jeu concurrentiel sur les marchés publics économiques sont pléthoriques :
- élaboration de cahiers des charges trop flous rendant difficiles pour les entreprises de formuler une offre,
- cahier des charges sur mesure pour une entreprise déterminée,
- réservation des contrats aux entreprises implantées localement,
- critère de sélection sans rapport avec l'objet du marché,
- critère de sélection basé sur des données invérifiables[5],
- transmission d'informations privilégiées à une entreprise désignée à l'avance,
- modification postérieure à la signature du contrat qui en bouleverse les conditions initiales,
- utilisation mensongère d'une des exceptions à l'obligation de mise en concurrence,
- analyse non sincère des offres déposées par les candidats,
- utilisation de critères de sélection différents de ceux qui avaient été annoncés lors du lancement de la consultation,
- altération des offres des candidats au moment du dépouillement des offres,
- rejet de candidatures sur des arguments arbitraires[6],
- convention occulte par laquelle l'entreprise de connivence est informée qu'elle devra livrer des prestations différentes de celles qui sont prévues dans le contrat.

## Services spécialisés
Deux services de police judiciaire sont spécialisés dans la répression des atteintes à la probité dont fait partie le délit de favoritisme :
- La Brigade de répression de la délinquance économique (BRDE), service dépendant de la Direction de la Police judiciaire de la Préfecture de police de Paris, situé au 122, rue du château des rentiers à Paris (13e),
- L'Office central de lutte contre la corruption et les infractions financières et fiscales (OCLCIFF), service dépendant de la Direction centrale de la Police judiciaire située au 101, rue des Trois-Fontanots à Nanterre (Hauts-de-Seine).

Du côté des services de Justice, le Parquet national financier (PNF) est également spécialisé en matière d'atteinte à la probité. Il est situé 5, rue des Italiens à Paris (9e).

## Association spécialisée en matière de lutte contre le favoritisme
L'association ALPAGA, Association de lutte et de prévention contre les abus de gestion dans les administrations publiques a été créée par des professionnels spécialisés dans le domaine des atteintes à la probité, et spécialement en matière de favoritisme. Elle dispose d'une plate-forme permettant de recueillir des témoignages et des informations relatives à des cas de favoritisme. Elle dispose de la possibilité de se constituer partie civile en vue de déclencher une action pénale.